# 孫路
孫路（?—?），字正甫，開封人。
進士出身。元丰年間，擔任司农丞。邓润甫荐为御史，神宗跟他談話，以为不可用，只能擔任主簿。曾為蘭州知府，當時西夏入侵，孫路因抗敵有功，官升陝西轉運判官。元祐初年，擔任吏部、禮部員外郎，又任侍講。元祐元年，前往熙河。司馬光打算放棄河湟，孫路力言不可，宣稱“蘭州棄則熙河危，熙河棄則關中搖動。”。司馬光聽了他的意見後，收回成命。後以直龍圖閣知慶州。曾知興國軍。約卒於徽宗年間。

## 延伸阅读
[在维基数据编辑]
 《宋史·卷332》，出自脱脱《宋史》